# Alexander Pope
Alexander Pope, angleški pesnik in prevajalec,  * 21. maj 1688, London, † 30. maj 1744, Twickenham.
Pope se je kot eden prvih pesnikov preživljal s svojim delom, njegova najbolj znana pesnitev je The Rape of the Lock. V slovenščino jo je leta 2009 prevedel Matej Krajnc v delu Ukradeni koder in druge pesmi.

## Življenje
Rodil se je v rimskokatoliški družini Alexandru Popu starejšemu in njegovi drugi ženi Edith. Formalne izobrazbe je prejel zelo malo, saj mu je bilo zaradi vere svojih staršev prepovedano obiskovati kakršnokoli (anglikansko) šolo ali univerzo. Sicer je obiskoval dve rimskokatoliški šoli, vendar se je njegovo izobraževanje končalo pri dvanajstih letih. Brati ga je naučila teta in kasneje je s prebiranjem klasičnih del Horaca in Juvenala ter svojih predhodnikov Geoffreyja Chaucerja, Williama Shakespeara in Johna Drydena znanje pridobival kar sam.
Pri dvanajstih letih je huda oblika tuberkuloze začela vplivati na njegov razvoj. Bolezen je povsem deformirala njegovo telo, saj je zaradi velike grbe na hrbtu v višino meril le 137 cm. Kot rimokatolik je bil že prej potisnjen na rob družbe, njegovo slabo zdravstveno stanje pa ga je od ljudi le še bolj oddaljilo.
Kljub temu je prijateljeval z Jonathonom Swiftom, Johnom Gayjem, Thomasom Parnellom in  Johnom Arbuthnotom, s katerimi je tvoril Scriblerus Club in se skupaj posmehoval družbi skozi komične satire.
Z denarjem, ki ga je zaslužil s prevodi, se je leta 1719 preselil v Twickenham, kjer je kasneje tudi umrl. Pope se je tukaj posvetil vrtnarjenju in si uredil čudovit vrt z bazeni in votlinami, ki je danes občasno odprt tudi za javnost.

## Delo
Alexander Pope je svoji prvi uspešni deli Pastoral's (1709) in dve leti straješi An Essay on Criticism objavil v Tonsonovih Poetical Miscellanies. Obe deli sta bili pozitivno sprejeti in Pope je slavo užival že v času svojega življenja. Njegovi pregovori iz omenjenih del so še danes sestavni del angleškega literarnega diskurza. Njegov »To err is human, to forgive divine« pa je pogosto slišan tudi v slovenščini (»Motiti se je človeško …«). Leto kasneje je izdal svoje najbolj znano delo The Rape of the Lock, leta 1714 pa še izpopolnjeno različico satirične pesnitve. Z zelo zapletenim slogom in visokim jezikom se v njej norčuje iz družbene elite 18. stoletja. V zadnjem obdobju svojega življenja se je vrnil k pisanju pesmi in med letoma 1732 in 1734 izdal filozofsko pesnitev An Essay on Man, v kateri načela etike in morale predstavi v poeziji.
Njegova dela so prinesla nov pogled na poezijo, ki se je ohranil skozi celotno 18. stoletje. Mojster satire je kritiziral družbo, v kateri je bil tarča posmeha nemalokrat tudi on sam.

### Prevajanje
Pope se je že v otroštvu navdušil nad Homerjem in leta 1713 je napovedal prevod njegove Iliade. Izšel je v šestih delih med letoma 1715 in 1720 in mu prinesel precej premoženja. Nadaljeval je s prevajanjem Homerjeve Odiseje, pri katerem sta mu pomagala tudi William Broome in Elijah Fenton. Pope je prevedel polovico in poskušal zakriti pomoč ostalih dveh, zaradi česar je bil na udaru predvsem njegov ugled, premoženje pa se je zaradi pametno sklenjene pogodbe z založniki dodatno povečalo.